# 11178 Emmajoy
11178 Emmajoy eller 1998 FR101 är en asteroid i huvudbältet som upptäcktes den 31 mars 1998 av LINEAR i Socorro County, New Mexico. Den är uppkallad efter Emma Joy Montgomery.
Asteroiden har en diameter på ungefär 7 kilometer.